# Ehretia acuminata
Ehretia acuminata är en strävbladig växtart som först beskrevs av Dc., och fick sitt nu gällande namn av Robert Brown. Ehretia acuminata ingår i släktet Ehretia och familjen strävbladiga växter.

## Underarter
Arten delas in i följande underarter:
- E. a. obovata
- E. a. pilosula
- E. a. pyrifolia

## Bildgalleri

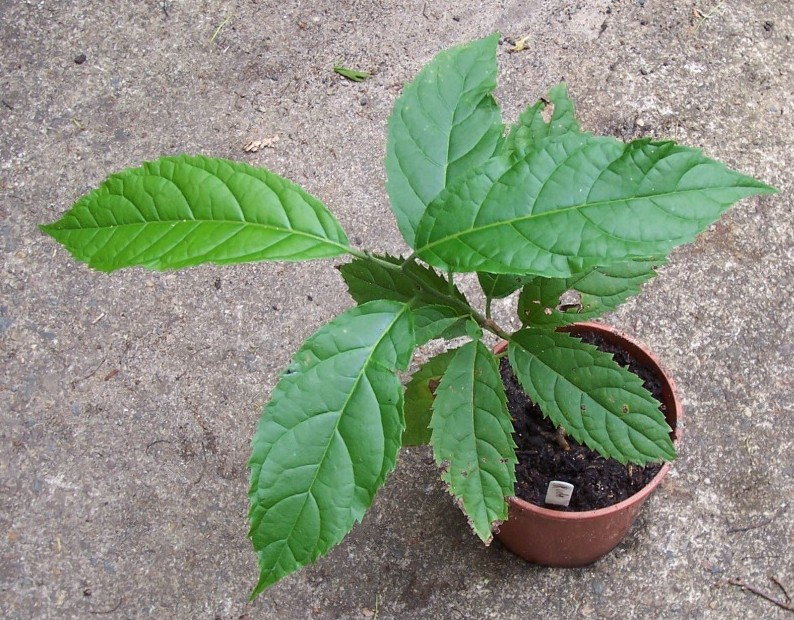
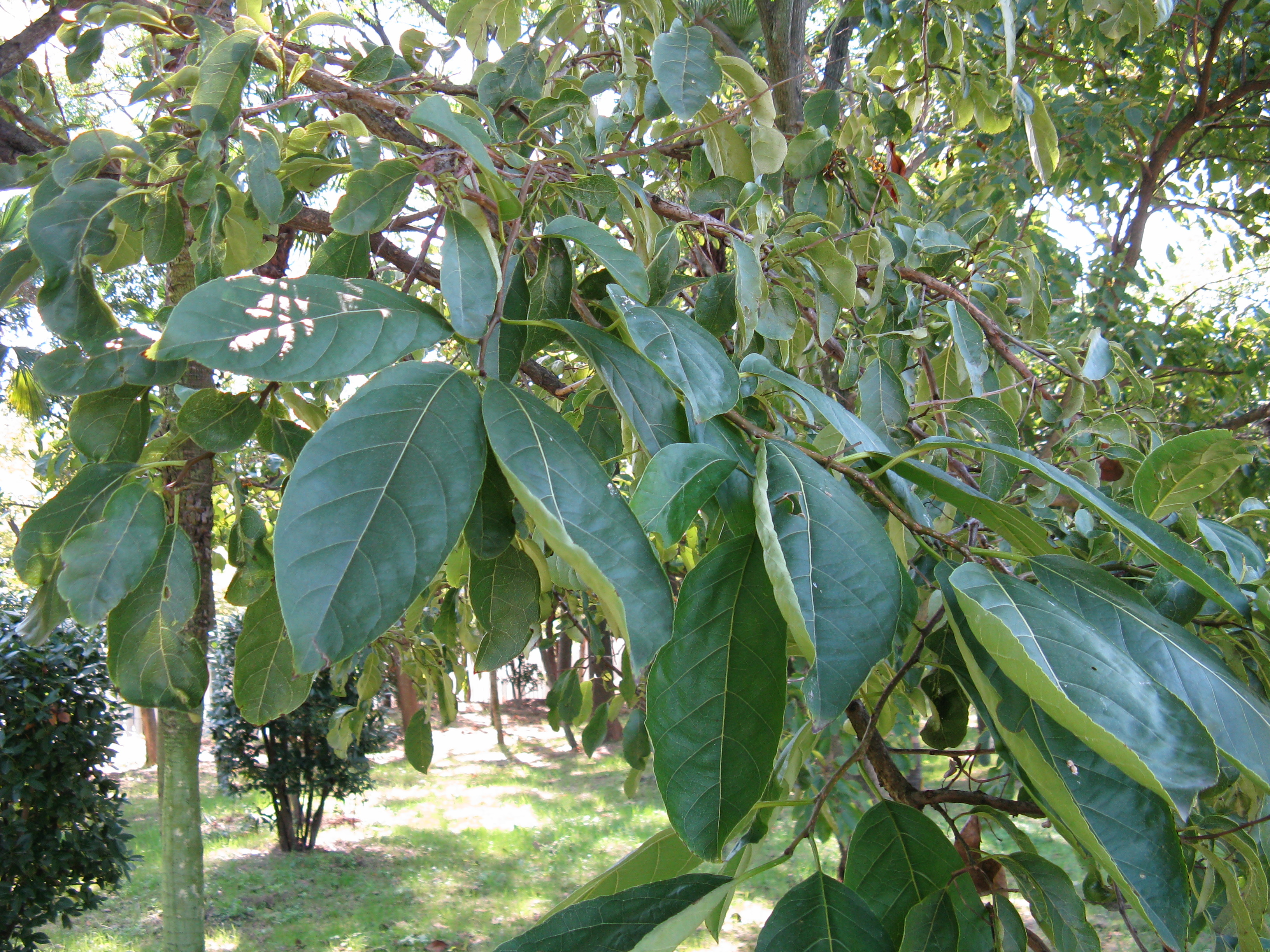
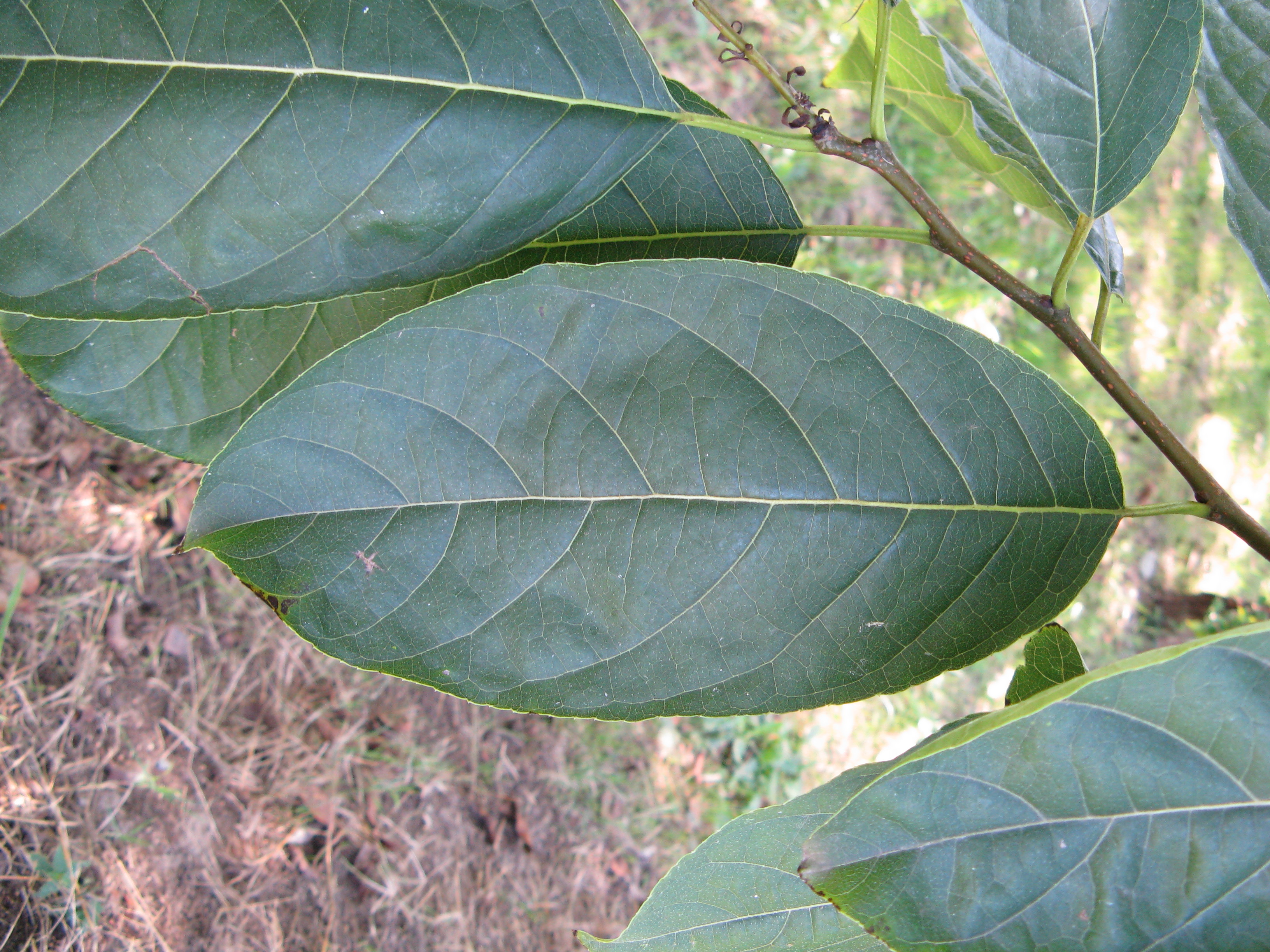
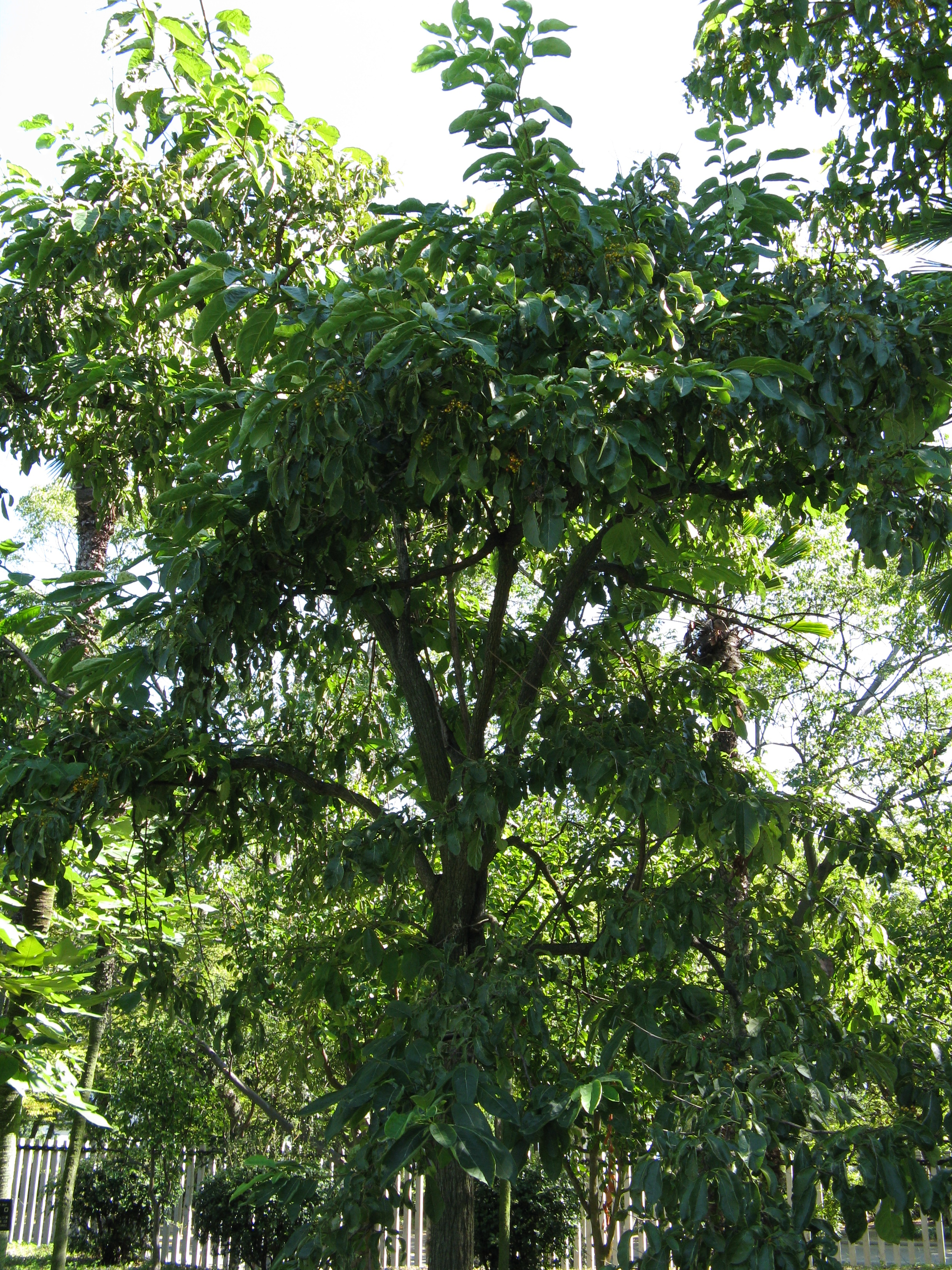
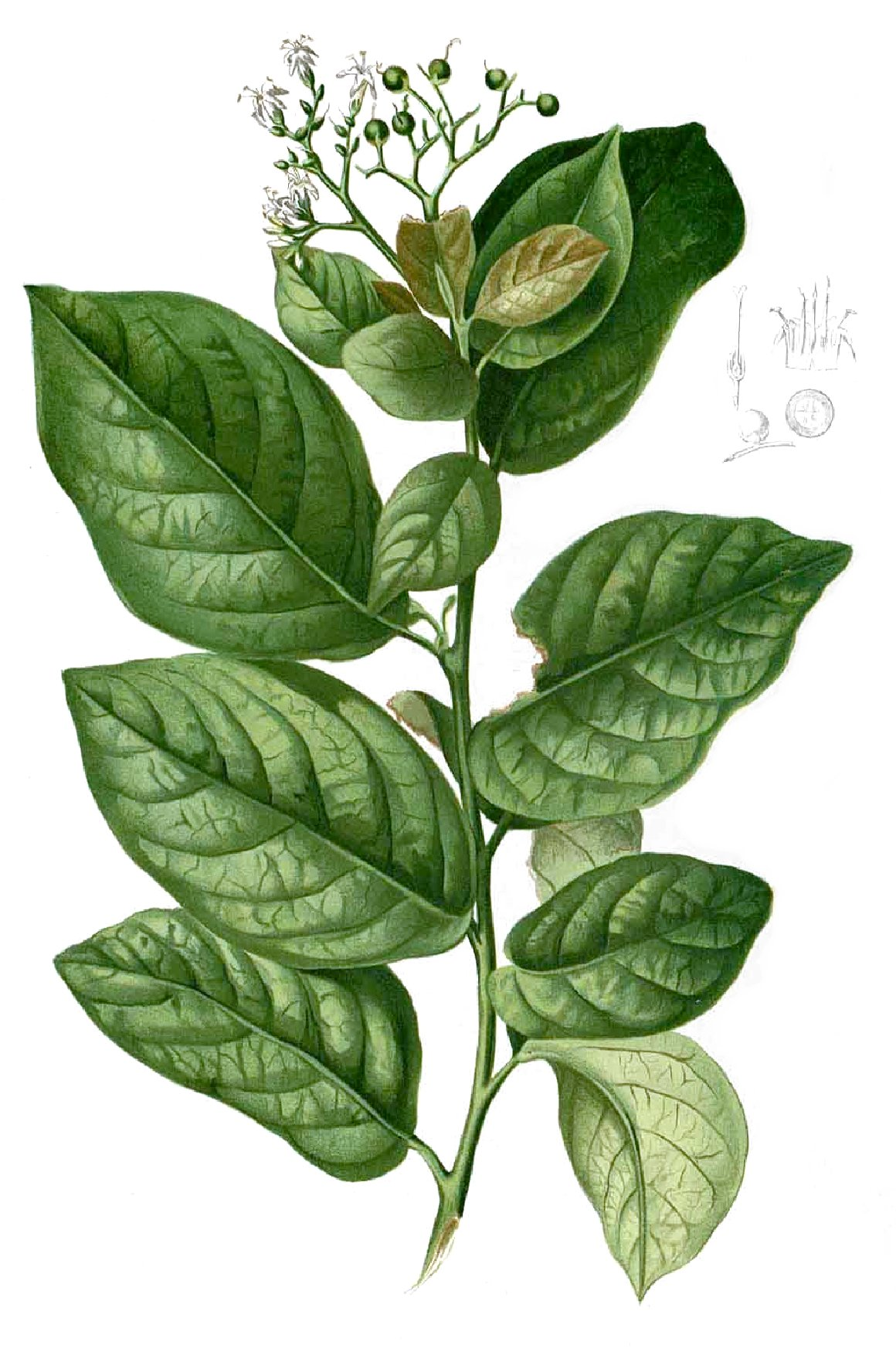
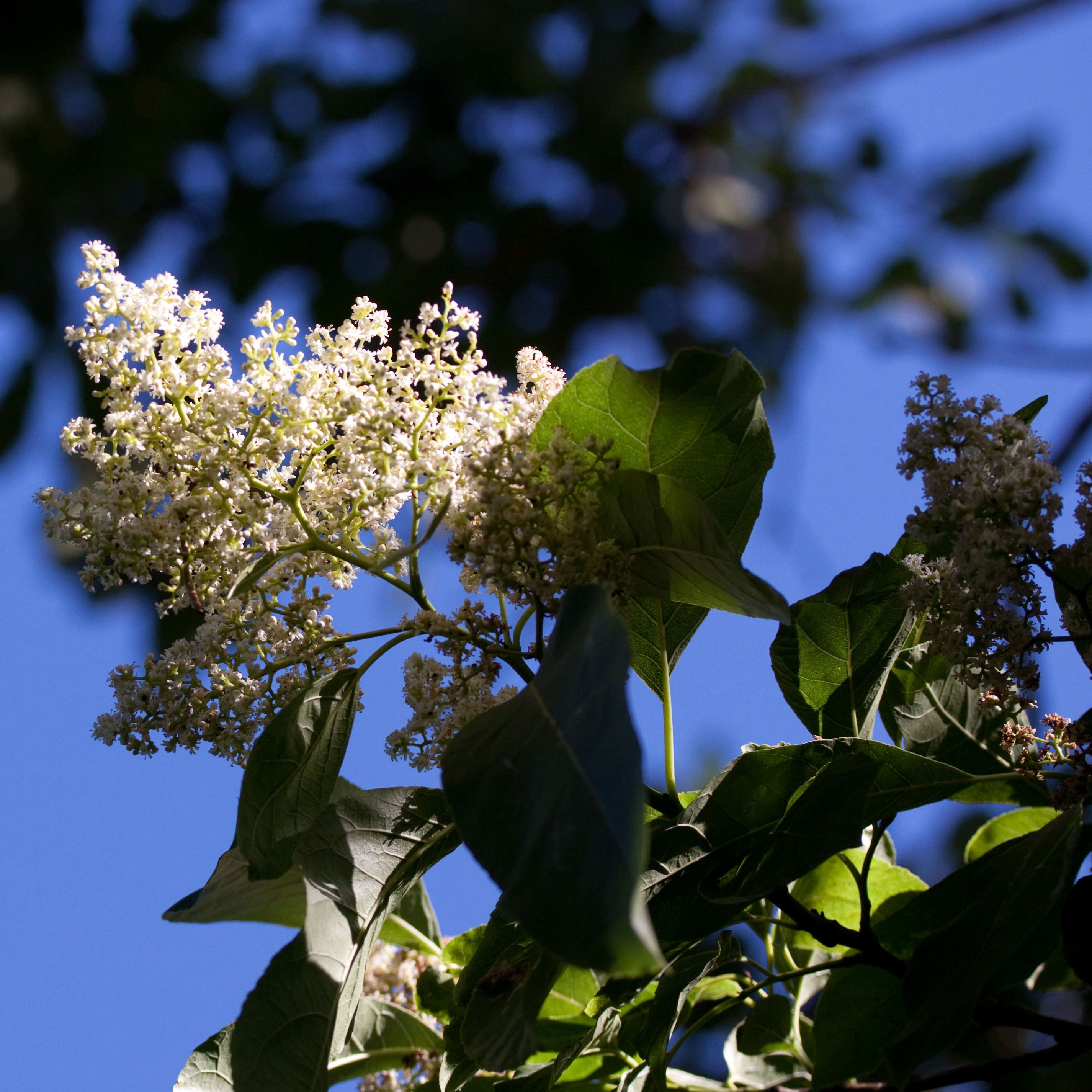